# آیا شما آمریکایی صحبت می‌کنید؟
آیا شما آمریکایی صحبت می‌کنید؟ (به انگلیسی: Do You Speak American) یک فیلم مستند و کتابی است که رابرت مک‌نیل روزنامه‌نگار آمریکایی به تحقیق دربارهٔ اینکه مردم در سرتاسر آمریکا چگونه صحبت می‌کنند، می‌پردازد. در آمریکا این مستند از شبکه پی‌بی‌اس در چند قسمت پخش شد و کتاب با همکاری مک‌نیل و ویلیام کرن تألیف شد.